# كاترين فاغنر
كاترين فاغنر (بالإنجليزية: Catherine Wagner)‏ هي مصورة أمريكية، ولدت في 31 يناير 1953 في سان فرانسيسكو في الولايات المتحدة.